# Caswell (Wisconsin)
Caswell è un comune degli Stati Uniti, situato in Wisconsin, nella Contea di Forest.